# Grand' Anse (Praslin)
Grand' Anse és un districte administratiu de l'arxipèlag de les Seychelles. Cobreix la meitat sud – oest de l'illa de Praslin i té una extensió de 14 km². El cens governamental de l'any 2002 atribueix a Grand' Anse (Praslin) un total de 3.335 habitants.